# Arvid Gustavsson
Arvid Gustavsson (Sparre av Vik), död december 1317 i Nyköping, var en riddare och riksråd för hertig Erik och hertig Valdemar.

## Biografi
Arvid Gustavsson (Sparre av Vik) blev mellan 1301 och 1303 riddare. Han blev 1307 riksråd hos hertig Erik och hertig Valdemar. Arvid Gustavsson mördades 1317 på Nyköpings gästabud.

### Egendom
Arvid Gustavsson ägde Ekholmens slott i Veckholms socken.

### Familj
Arvid Gustavsson gifte sig mellan 1301 till 1303 med Ramborg Israelsdotter (And), dotter till lagmannen Israel Andersson (And) och Ramfrid Gustavsdotter (lejon). De fick tillsammans barnen Kristina Arvidsdotter som var gift med en okänd riddare och riddaren Håkan Magnusson (Magnus Marinasons ätt), lagmannen Gustav Arvidsson (Sparre av Vik), Ramfrid Arvidsdotter och Arvid Arvidsson.